# Vartan Mamikonjan

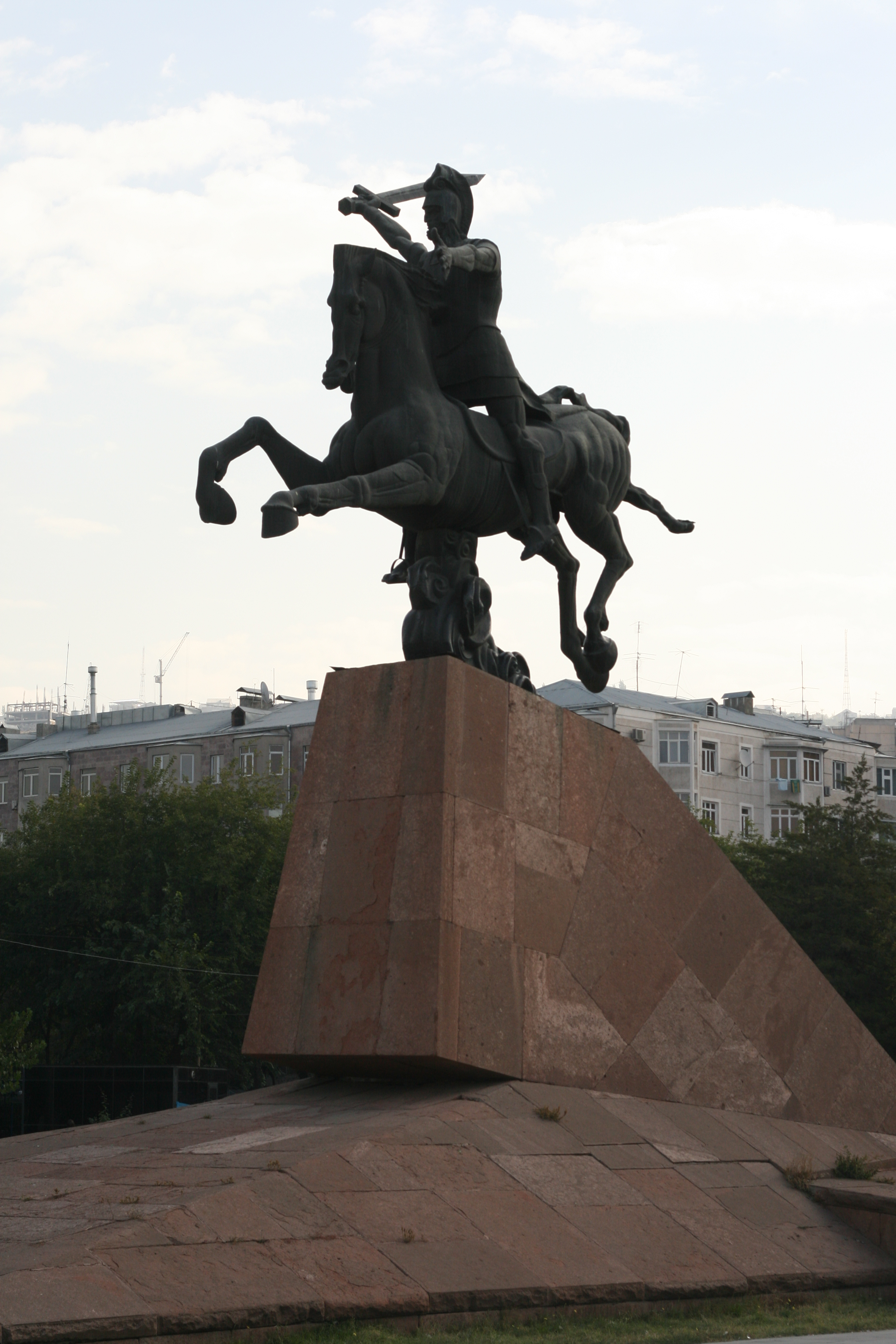
Socha Vartana Mamikonjana v Jerevanu

Vartan Mamikonjan (kolem 387 - 451) byl arménský vojevůdce, který vedl povstání proti sásánnovské Persii v letech 450-451. Byl hlavou šlechtického rodu Mamikonjanů a nositelem dědičného titulu sparapet, nejvyšší velitel arménských ozbrojených sil. Vartan a většina jeho spolubojovníků zemřeli v bitvě u Avarajru v roce 451, ale jejich oběť byla zvěčněna v dílech arménských historiků Elišeho a Ghazara Parpeciho. Arméni ho považují za národního hrdinu a je uctíván jako mučedník a svatý arménské církve. Vartan a povstání, které vedl, je tématem mnoha uměleckých a literárních děl. Podle Aršaka Chobaniana je „Vartan pro arménský národ [...] nejmilovanější postavou, nejposvátnější v jejich historii, symbolický hrdina, který ztělesňuje národního ducha.“

## Život
Vartan Mamikonjan se narodil přibližně v roce 387 v osadě Aštišat v oblasti Taron. Jeho rodiči byli Hamazasp Mamikonjan a Sahakanojš, dcera patriarchy Sahaka Velikého. Měl dva mladší bratry, Hamazaspa a Hmajeaka. Vzdělání získal ve Vagharšapatu ve škole založené patriarchou Sahakem a Mesropem Maštocem. Po smrti svého otce se stal hlavou šlechtického rodu Mamikonjanů. V roce 420 odešel s Mesropem do Konstantinopole a byl Theodosiem II. jmenován stratégem (generálem) byzantské Arménie. V roce 422 se vrátil do Vagharšapatu, pak cestoval do Ktésifónu, kde ho sásánovský král Bahrám V. uznal jako sparapeta, nejvyššího velitele arménských ozbrojených sil; tento úřad zastával rod Mamikonjanů dědičně. Vartan si tento titul ponechal i po zrušení Arménského království v roce 428.
Podmínky v Arménii se zhoršily s nástupem Jazdkarta II. v 439. Nejprve král a jeho úředníci uvalili na Arménii a její šlechtu vyšší daně a povinnosti, ale proti arménské církvi ještě otevřeně nezakročili. V roce 442 poslal Jazdkart arménskou jízdu pod velením Vartana na východ, aby bojovala s Huny. V roce 449 vydal sásánovský král edikt oficiálně zavádějící v Arménii zoroastrismus. Téhož roku se arménská elita shromáždila v Artaxatě pod předsednictvím markraběte (marzipana) Vasaka Sivniho, Vartana, vicekrále (bidachše) a úřadujícího patriarchy (katolika) Arménie, aby deklarovali svou loajalitu sásánovskému státu a své křesťanské víře. Jazdkart toto rozhodnutí nepřijal a povolal arménské magnáty (nakharary) do Ktésifónu a donutil je konvertovat k zoroastrismu. Po nečekaném útoku z východu pak většinu šlechticů propustil a vyslal magy (kněze), aby obrátili Arménii na zoroastrismus.
Po svém návratu do Arménie Vartan a většina arménských šlechticů zavrhli svou konverzi, ačkoli Eliše a Ghazar Parpeci podávají protichůdné zprávy o Vartanově počáteční apostazi a důvodu arménského povstání, které vypuklo v roce 450. Vartan možná původně zamýšlel odejít do exilu, ale brzy stal vůdcem lidové vzpoury proti zavedení zoroastrismu. Vartan a jeho spojenci složili slavnostní přísahu a dobyli řadu pevností a osad. V létě 450 drtivě zvítězili nad Peršany a zajistili si spojenectví se severními Huny; ale poselství do Byzance žádající o pomoc bylo neúspěšné. Proti Vartanovi stála významná properská strana arménských šlechticů a marzpan Vasak Sivni ho odmítl následovat z Arménie vstříc perské armádě.
V létě roku 451 vytáhla proti arménským rebelům velká sásánovská armáda včetně elitního jezdeckého sboru Nesmrtelných a válečných slonů. Vartanova armáda se s Peršany střetla u Avarajru poblíž Maku 2. června. Stoupenci Vasaka Sivniho během bitvy dezertovali a Vartanovy síly byly poraženy, přičemž Vartan a většina arménské šlechty padli. Následky bitvy u Avarajru nejsou zcela jasné, ale zdá se, že Jazdkart, znepokojený perskými ztrátami, stáhl své jednotky a uvěznil Vasaka Sivniho. Přeživší Vartanovi příznivci byli uvězněni v Íránu, i když mnozí z nich byli nakonec v následujících letech propuštěni. V roce 481 vzniklo pod vedením Vartanova synovce Vahana Mamikonjana nové povstání, které uspělo v zajištění arménských náboženských práv a autonomie smlouvou z Nvarsaku v roce 484.
Vartan Mamikonjan je arménskou apoštolskou církví uctíván jako světec. Jeho památka se připomíná poslední čtvrtek před Velkým půstem, což obvykle připadá na únor, výjimečně začátek března.